# North American B-45 Tornado
Chiếc North American B-45 Tornado là kiểu máy bay ném bom phản lực hoạt động đầu tiên của Không quân Hoa Kỳ, và cũng là kiểu máy bay phản lực đầu tiên được tiếp nhiên liệu trên không. Chiếc B-45 là một thành phần quan trọng trong chiến lược răn đe hạt nhân của Hoa Kỳ trong nhiều năm kể từ đầu những năm 1950, nhưng được nhanh chóng tiếp nối bằng kiểu máy bay Boeing B-47 Stratojet. Những chiếc B-45 và RB-45 phục vụ trong Bộ chỉ huy Không quân Chiến lược Không quân Hoa Kỳ từ năm 1950 đến năm 1959.

## Thiết kế và phát triển
Chiếc B-45 bắt đầu được phát triển vào năm 1944, khi Bộ Chiến tranh Hoa Kỳ bị báo động bởi những chiếc máy bay ném bom phản lực của Đức Quốc xã như chiếc Arado Ar 234, đã mở thầu thiết kế một họ máy bay máy bay ném bom phản lực mới trọng lượng khoảng giữa 80.000 và 200.000 lb. Đề xuất của hãng North American (NA-130) đã thắng cuộc, và vào ngày 8 tháng 9 năm 1944, công ty bắt đầu chế tạo ba chiếc nguyên mẫu dựa trên thiết kế NA-130.
Việc chấm dứt Thế Chiến II đưa đến hậu quả hủy bỏ nhiều dự án và trì hoãn một số khác. Đến năm 1946, mối quan hệ với Liên Xô ngày càng căng thẳng đã khiến Không lực Lực quân Hoa Kỳ phải đặt ưu tiên cao hơn cho việc phát triển và sản xuất một kiểu máy bay ném bom phản lực. Đến giữa năm 1946, chiếc XB-45 và chiếc Convair XB-46 đã gần hoàn thành, nhưng chiếc XB-47 và Martin XB-48 còn phải mất thêm hai năm phát triển nữa. Không lực Mỹ quyết định đánh giá trước hai kiểu thiết kế sẵn có nhằm xác định khả năng hoạt động. Chiếc B-45 đã được chứng minh là có thiết kế vượt trội, và vào ngày 2 tháng 1 năm 1947, một hợp đồng sản xuất ngay chiếc B-45A đã được ký, với dự định sẽ trang bị nó cho năm liên đội ném bom hạng nhẹ và ba liên đội trinh sát hình ảnh. Nhưng khi việc phát triển và thử nghiệm chiếc B-47 mang lại kết quả và việc sản xuất chúng là điều chắc chắn, tương lai của chiếc B-45 ngày càng không rõ ràng, và đến giữa năm 1948 Bộ Tham mưu Không quân thực sự đặt vấn đề về giá trị của chiếc B-45. Không lâu sau, Tổng thống Truman đã cắt giảm chi tiêu ngân sách của Không quân, và việc sản xuất chiếc B-45 bị thu hẹp còn tổng cộng 142 máy bay. Việc cắt giảm ngân sách đáng kể trong năm tài chính 1950 buộc Không quân Hoa Kỳ phải hủy bỏ việc đặt hàng 51 chiếc trong tổng số 190 chiếc đã đặt trước đó.

## Lịch sử hoạt động

### Chiến tranh Triều Tiên
Liên tục bị ảnh hưởng xấu do những vấn đề về động cơ cùng với rất nhiều những khiếm khuyết nhỏ khác, nhưng chiếc B-45 đã lấy lại được tầm quan trọng khi Hoa Kỳ tham gia vào Chiến tranh Triều Tiên vào năm 1950 và chứng minh được giá trị của nó trong cả vai trò máy bay ném bom lẫn máy bay trinh sát. Sự tham gia toàn diện của các lực lượng Hoa Kỳ trong Chiến tranh Triều Tiên đã làm bộc lộ ra điểm mong manh của các lực lượng thuộc Khối NATO tại châu Âu đối với sự tấn công có thể có của Xô Viết, và dưới ánh sáng này mà Không quân đã có những quyết định quan trọng về tương lai của chiếc B-45. Giống như mọi kiểu máy bay ném bom Mỹ sau Thế Chiến II, chiếc B-45 có khả năng mang cả bom nguyên tử hay bom thông thường. Những tiến bộ về kỹ thuật vũ khí đã làm giảm đáng kể trọng lượng và kích thước của những vũ khí nguyên tử và vũ khí nhiệt hạch, cho phép những máy bay nhỏ hơn như chiếc B-45 có thể tiến hành tấn công hạt nhân hiệu quả, một nhiệm vụ mà trước đây chỉ giới hạn cho những máy bay ném bom hạng nặng. Bất chợt, đội máy bay nhỏ bé B-45 bỗng có được một giá trị lớn lao như là một phương tiện tấn công răn đe hạt nhân.
Chương trình Backbreaker đưa đến việc cải tiến chiếc máy bay một cách khó khăn do nhiều loại bom nguyên tử khác biệt được dự trữ vào lúc đó, cùng với một số lượng lớn các thiết bị điện tử cần được trang bị cho các phi vụ hạt nhân. Thêm vào đó, 40 chiếc B-45 được dành riêng cho chương trình Backbreaker này cũng được trang bị các hệ thống phòng thủ mới và các thùng nhiên liệu bổ sung. Cho dù chương trình cải tiến có tầm quan trọng, và tiếp tục có những vấn đề đối với các động cơ phản lực đời đầu, những chiếc B-45 có khả năng tấn công hạt nhân bắt đầu đến Anh Quốc vào tháng 5 năm 1952, và sự bố trí 40 chiếc máy bay loại này được hoàn tất vào giữa tháng 6. Cũng vào khoảng thời gian này mà những chiếc RB-45 thuộc Phi đội Trinh sát Chiến lược 91 bắt đầu đến Nhật Bản, thay thế những chiếc RB-29 động cơ piston thời Thế Chiến II, vốn đang trở thành những mục tiêu dễ dàng cho những chiếc máy bay MiG Bắc Triều Tiên. Những chiếc RB-45 đã cung cấp những thông tin tình báo quý giá suốt cho đến hết Chiến tranh Triều Tiên cho dù số lượng máy bay sẵn sàng hoạt động bị giới hạn. RB-45C đã thực hiện nhiều phi vụ bay vào ban ngày cho đến đầu năm 1952, khi chúng được chuyển sang hoạt động ban đêm sau khi một chiếc RB-45 suýt bị MiG-15 Bắc Triều Tiên bắn rơi.

### Sau chiến tranh
Chiếc RB-45C cũng thực hiện nhiều chuyến bay trinh sát tầm xa bên trên lãnh thổ Liên Xô vào giữa những năm 1950. Vào ngày 29 tháng 7 năm 1952, một chiếc RB-45C đã thực hiện chuyến bay đầu tiên vượt Thái Bình Dương không nghỉ, được tiếp thêm nhiên liệu hai lần bởi những chiếc máy bay tiếp dầu KB-29 dọc trên đường. Thiếu tá Lou Carrington và đội bay của ông thuộc Phi đoàn Trinh sát 91 đã bay từ Alaska đến Nhật Bản trong 9 giờ 50 phút, thắng giải MacKay Trophy vì thành tích đạt được. Đến năm 1959 chiếc RB-45C được thay thế bởi chiếc RB-47E. Anh Quốc là nước khác duy nhất từng sử dụng RB-45C, vốn sử dụng bởi một đơn vị ngoại lệ hầu hết được rút ra từ các phi đội 35 và 115. Những chiếc máy bay được chuyển cho Anh Quốc từ Phi đoàn Trinh sát 91 Hoa Kỳ, được sơn huy hiệu của Không quân Hoàng gia Anh, và đã thực hiện các hoạt động đáng kể bên trên lãnh thổ Liên Xô trong một giai đoạn mà các phi vụ bay như vậy bị Tổng thống Hoa Kỳ giới hạn. Đến cuối những năm 1950, tất cả những chiếc B-45 được rút khỏi các hoạt động thường trực. Tuy nhiên, một số tiếp tục được sử dụng như máy bay thử nghiệm cho đến đầu những năm 1970.

## Các phiên bản
XB-45
Chiếc nguyên mẫu XB-45 bay chuyến bay đầu tiên vào ngày 17 tháng 3 năm 1947 từ Căn cứ Không lực Muroc, California. Có tổng cộng 131 chuyến bay thử nghiệm đã được thực hiện trên ba chiếc nguyên mẫu, trong đó một chiếc bị phá hủy làm hai phi công thiệt mạng. Không quân Hoa Kỳ chấp nhận một trong hai chiếc còn lại vào ngày 30 tháng 7 năm 1948, và chiếc kia vào ngày 31 tháng 8. Một chiếc bị hư hại trong một tai nạn đến mức không sửa chữa được. Chiếc XB-45 cuối cùng được giao đến Căn cứ Không quân Wright-Patterson vào năm 1949. Nó tỏ ra rất khó để duy trì và được sử dụng để huấn luyện trên mặt đất.
B-45A
Chiếc B-45A khác biệt hơn chiếc nguyên mẫu XB-45 vì được trang bị ghế phóng và thiết bị liên lạc, hệ thống lái tự động E-4, và một radar dẫn đường ném bom. Chiếc B-45 sản xuất đầu tiên bay vào tháng 2 năm 1948. Không quân Hoa Kỳ được giao 22 chiếc vào tháng 4 năm 1948. Chúng được trang bị động cơ turbo phản lực J35 kém mạnh mẽ, và được xem là không sẵn sàng để chiến đấu. Chúng được bố trí các vai trò huấn luyện và tham gia nhiều thử nghiệm khác nhau. Lô kế tiếp được trang bị động cơ J47 tốt hơn. Chiếc B-45A đầu tiên được đưa vào hoạt động vào tháng 11 năm 1948 cùng liên đội Ném bom 47. Đợt đặt hàng ban đầu gồm 96 chiếc được hoàn tất vào tháng 3 năm 1950.
Những chiếc B-45A đầu tiên không được trang bị hệ thống kiểm soát hỏa lực hay bộ ngắm ném bom. Chúng bị ảnh hưởng do hư hỏng la bàn con quay hồi chuyển ở tốc độ cao, các phanh gió kém tin cậy, đế mang bom không cố định chặt, cháy động cơ, và các chỉ thị trong buồng lại không chính xác. Hệ thống radar ném bom và dẫn đường AN/APQ-24 trên một số chiếc B-45 đòi hỏi công việc bảo trì nặng nề và bị hỏng do thay đổi áp suất khiến phải giới hạn độ cao hoạt động.
55 chiếc B-45 có khả năng mang vũ khí nguyên tử đã đến Anh Quốc vào năm 1952. Chúng được cải biến để mang một thùng nhiên liệu 1.200 trong khoang bom sau. Cho dù có những vấn đề về kỹ thuật, kiểu máy bay này là vũ khí răn đe hàng đầu của Bộ chỉ huy Không quân Chiến lược tại Châu Âu.
B-45B
Kiểu B-45B là một phiên bản B-45A được đề nghị với radar và hệ thống kiểm soát hỏa lực được cải tiến. Không được chế tạo.
B-45C
Kiểu B-45C là chiếc máy bay phảnlực đầu tiên có khả năng tiếp nhiên liệu trên không. Nó mang hai thùng nhiên liệu 1200 gallon trên đầu chót cánh, nóc buồng lái cứng cáp hơn, và bộ tiếp nhận nhiên liệu khi đang bay. Chiếc B-45C bay chuyến bay đầu tiên vào ngày 3 tháng 5 năm 1949. Chỉ có mười chiếc được chế tạo, trong khi 33 khung máy bay còn lại đang chế tạo được chuyển đổi sang kiểu RB-45Cs.
RB-45C
Phiên bản sản xuất cuối cùng của chiếc B-45. Nóc buồng lái của sĩ quan ném bom được ghép phẳng và thay thế bằng một hệ thống máy ảnh chéo. Chiếc RB-45C mang hai thùng nhiên liệu phụ 214 gallon hoặc hai rocket JATO hỗ trợ cất cánh. Nó có thể mang tổng cộng 12 máy ảnh trên bốn vị trí hoặc một máy ảnh duy nhất có ống kính tiêu cự 254 cm (100 inch). Chiếc RB-45C bay chuyến bay đầu tiên vào tháng 4 năm 1950, và được giao từ tháng 6 năm 1950 đến tháng 10 năm 1951. Có 38 chiếc được chế tạo, bao gồm 33 chiếc cải biến từ khung B-45C.

## Các nước sử dụng
Anh Quốc
- Không quân Hoàng gia Anh

 Hoa Kỳ
- Không quân Hoa Kỳ

## Đặc điểm kỹ thuật (B-45A)

### Đặc tính chung
- Đội bay: 4 người (phi công, phi công phụ, Hoa tiêu-ném bom và xạ thủ súng máy đuôi�)
- Chiều dài: 22,9 m (75 ft 4 in)
- Sải cánh: 27,1 m (89 ft 0 in)
- Chiều cao: 7,7 m (25 ft 2 in)
- Diện tích bề mặt cánh: 105 m² (1.125 ft²)
- Lực nâng của cánh: 353,4 kg/m² (72,37 lb/ft²)
- Trọng lượng không tải: 20.726 kg (45.694 lb)
- Trọng lượng có tải: 36.930 kg (81.418 lb)
- Trọng lượng cất cánh tối đa: 50.000 kg (110.000 lb)
- Động cơ: 4 x động cơ General Electric J47-GE-13 turbo phản lực lực đẩy 5.200 lbf (25 kN) mỗi động cơ (22 chiếc sản xuất đầu tiên trang bị động cơ Allison J35)[6]

### Đặc tính bay
- Tốc độ lớn nhất: 920 km/h (500 knot, 570 mph)
- Tầm bay tối đa: 1.600 km (870 nm, 1.000 mi)
- Trần bay: 14.100 m (46.400 ft)
- Tốc độ lên cao: 30 m/s (5.950 ft/min)
- Tỉ lệ lực đẩy/khối lượng: 0,26

### Vũ khí
- 2 x súng máy Browning M3 12,7 mm (0,50 in)
- 10.000 kg (22.000 lb) bom

## Nội dung liên quan

### Máy bay tương tự
- Convair XB-46
- B-47 Stratojet
- Martin XB-48
- Arado Ar 234
- Junkers Ju 287
- Short Sperrin
- English Electric Canberra

### Trình tự thiết kế
- XB-42 - XB-43 - XB-44 - B-45 - XB-46 - B-47 - XB-48

### Danh sách liên quan
- Danh sách máy bay chiến đấu
- Danh sách máy bay quân sự Hoa Kỳ